# 扬子大楼
扬子大楼又称扬子保险大楼，是位于中国上海外滩26号的一幢7层历史建筑，南邻横滨正金银行大楼，北邻怡和洋行大楼。大楼建于1917年，由英资公和洋行设计，曾作为扬子保险公司的办公楼使用。1999年，大楼入选第三批上海市优秀历史建筑。目前大楼是中国农业银行私人银行的总部所在地。

## 历史
扬子保险公司全称扬子水火保险公司，是由旗昌洋行大班最先创立的。最初只是洋行的内部机构。在这段时期内曾经垄断长江航运保险。然而，之后1891年，旗昌洋行破产，该保险公司成为了一家英商独立企业，总公司设立在上海，注册在香港。当时该公司实力非常雄厚，在香港、伦敦、纽约、新加坡以及国内的其它多个口岸都设有分公司或代理处。
19世纪末，扬子保险公司从破产的老沙逊洋行手中买下外滩26号的地皮，在第一次世界大战后开工。1941年，太平洋战争爆发后，大楼被日军占领。抗战结束后，多家其它保险公司，如保宁、中华等也租用该大楼办公。1967年，市政府接管大楼，大楼成为了市粮油进出口公司的办公楼。在外滩开始经营权置换后，大楼一直由中国农业银行使用。

## 建筑特色
扬子大楼高7层，占地面积639平方米，建筑面积4,374平方米。采用钢筋混凝土结构以及折衷主义风格。建筑立面一、二层采用处理粗犷的石块墙面；三至五层则使用磨石对缝墙面。五六层之间有挑出的檐口。六层中部设爱奥尼克柱廊。大楼屋顶设计为了孟莎式屋顶。